# Le désir mène les hommes
Pour plus de détails, voir Fiche technique et Distribution.
Le désir mène les hommes est un film français d'Émile Roussel qu'il a tourné en 1957 sous le pseudo de Mike Roussel. Le film est sorti en 1958. Le premier titre pressenti pour le film était L'amour mène les hommes.

## Fiche technique
- Titre  original : Le désir mène les hommes
- Réalisateur  et  scénariste  : Émile Roussel sous le pseudo de Mike Roussel
- Décors : Louis Le Barbenchon
- Photographie : Henri Decaë
- Montage :  Jacques Mavel
- Musique du film :  Hubert Rostaing
- Producteur : Paul Deschamps
- Société de production :  Art et Réalisation Technique de Films
- Société de distribution : Les Films Impéria
- Format : noir et blanc
- Pays de production  :  France
- Genre : Film dramatique
- Durée : 1h 36
- Date de sortie : 
  - France : 23 mai 1958
- Affiches : Pierre Levé (France)

## Distribution
- Magali Noël : Nathalie
- Philippe Lemaire  : Norbert
- Gérard Blain  : Olivier Jourdans
- Christian Marquand : Philippe Vincent
- Noël Roquevert :  Parrain
- Raymond Bussières  : Lemoine
- Georgette Anys  : Felice
- Robert Dalban  : Monsieur Jourdans
- René Génin : Mignien
- Paul Faivre : l'employé de Jourdans
- Max Elloy : le brigadier
- Robert Le Fort
- Paul Mercey
- Louis Viret
- Charles Bouillaud
- Philippe Nicaud
- Abel Jores
- Jean-Pierre Ferré